# Evil Genius 2: World Domination
Evil Genius 2: World Domination est un jeu vidéo de stratégie en temps réel et de simulation développé et édité par Rebellion Developments. Il s'agit de la suite d'Evil Genius de 2004 développé par Elixir Studios, aujourd'hui disparu, le jeu est sorti le 30 mars 2021 sur Microsoft Windows.

## Système de jeu
Dans Evil Genius 2, le joueur est chargé de construire un repaire criminel sur une île tropicale afin de construire secrètement une arme du jugement tout en gérant un casino comme couverture. Les joueurs doivent construire différentes salles, infrastructures et équipements pour maintenir le fonctionnement de la base et débloquer de nouvelles opérations, et installer des pièges, tuant les agents infiltrés et maintenant les défenses de la base. Les joueurs peuvent choisir parmi quatre génies du mal au début du jeu, chacun ayant ses propres missions, spécialités et armes du jugement. Le joueur doit également choisir parmi trois îles qui ont des conceptions et des fonctionnalités différentes. À l'intérieur de la base, le joueur peut entraîner divers sbires de trois classes différentes: Force, Ruse et Science. Chaque serviteur a des personnalités et des traits uniques. Par exemple, certains sbires sont plus observateurs que d'autres, ce qui leur permet de détecter les individus suspects.
Le joueur doit envoyer ses serviteurs accomplir des missions et commettre des crimes afin de collecter de l'or, il pourra alors construire progressivement son propre réseau criminel et recruter de puissants boss du crime comme hommes de main. Les joueurs peuvent également compléter des histoires secondaires afin de débloquer des spécialistes des sbires ou des objets de butin spéciaux. Au fur et à mesure que les opérations du joueur se développeront, elles attireront l'attention des forces de la Justice, qui enverront des agents enquêter et infiltrer la base du joueur. Le joueurs peut tester son arme du jugement dans différentes parties du monde quand il le souhaite, bien que les forces de la Justice tentent d'intervenir. Les sbires peuvent être envoyés en alerte élevée, où ils essaieraient activement de rechercher, capturer ou tuer l'intrus. L'objectif ultime de la campagne narrative du jeu est de conquérir le monde et de déployer l'arme de destruction massive qui inciterait alors les forces de la Justice à se rendre.
Parmi les méchants jouables figurent Emma (doublée par Samantha Bond), Red Ivan (Brian Blessed), Maximilian (Glen McCready) et Zalika (Rakie Ayola).

## Développement
Des rapports financiers fin 2004 ont révélé qu'Elixir Studios, le développeur du premier Evil Genius, avait commencé à travailler sur une suite. Cependant, la fermeture du studio en 2005 a conduit à l'annulation du projet. Alors que Rebellion a acheté les droits de propriété intellectuelle sur les titres d'Elixir, la franchise est restée inactive pendant plusieurs années. Rebellion a ensuite développé et publié Evil Genius Online.
En juillet 2017, Rebellion a annoncé qu'il développait Evil Genius 2 depuis le deuxième trimestre de 2017. Il a également été révélé que le jeu utiliserait le moteur Asura de Rebellion. À l'E3 2019, Rebellion a créé la première bande-annonce de la suite, intitulée Evil Genius 2: World Domination, et a déclaré que le jeu serait publié sur Steam dans le courant de 2020. Le jeu a été reporté à 2021 en raison de la pandémie COVID-19, qui a ralenti le rythme de développement du jeu. Le jeu est sorti le 30 mars 2021.

## Accueil
Evil Genius 2 a reçu « des critiques généralement favorables » sur l'agrégateur de critiques Metacritic.
Jeuxvidéo.com a affirmé que « ce deuxième épisode n'offre finalement que peu d'évolutions face à son aîné de 17 ans. Ainsi, il reste toujours un jeu de gestion assez accessible, agréable à mener et plutôt fun ».